# Paläoserologie
Paläoserologie oder Seroarchäologie bezeichnet serologische Untersuchungen an historischen und prähistorischen Skeletten oder Weichgeweben und deren Auswertung. Dabei wurden ab 1933 vor allem Blutgruppeneigenschaften untersucht, wobei die Möglichkeit des Nachweises im Knochengewebe erst seit 1963 bestätigt ist.
Es wurden seroarchäologische Befunde erhoben, denen zufolge es zwischen 1889 und 1893 zu einem durch das Influenzavirus A/H3N8 verursachten größeren Influenza-Ausbruch unter Menschen kam.
Viele Fehlerquellen haben jedoch die Aussagekraft solcher Untersuchungen relativiert. So sind die Ergebnisse von Blutgruppenbestimmungen an alten Knochen 1983 als unzuverlässig eingestuft worden. Versuche von Ursula Schaper ergaben ebenfalls keine hinreichend sichere Aussagekraft solcher Untersuchungen.